# Le Code de l’honneur
Le Code de l’honneur – pierwszy studyjny album francuskiego rapera Rohffa. Został wydany pod koniec 1999 roku nakładem wytwórni Phénomène Records.  

## Lista utworów
Opracowano na podstawie źródła.
1. Intro - 2:18
2. Appelle-moi Rohff - 5:24
3. Catastrohff - 5:04
4. Rohff vs L'État - 5:52
5. Rohff vs L'État 2 (Opération Vendetta) - 2:54
6. Apprends à Vivre - 4:30
7. Skyrohff - 5:56
8. Le Bal des Voyous (feat. 113, OGB & La Sexion) – 5:07
9. Galaxy - 4:20
10. Les Nerfs à Vif (feat. Doudou Masta) – 4:32
11. Du Fond du Cœur - 9:33
12. Génération Sacrifiée - 7:12
13. J'm'en Bats les Couilles d'être une Star - 5:35
14. Manimal (feat. Intouchable & Karlito) – 6:05